# Poladryas gilensis
Poladryas gilensis är en fjärilsart som beskrevs av Holland 1930. Poladryas gilensis ingår i släktet Poladryas och familjen praktfjärilar. Inga underarter finns listade i Catalogue of Life.